# スター・サッカー
スター・サッカー（タイ語：สตาร์ซอคเก้อร์ รายวัน、英語：Star Soccer Daily）は、タイ王国のタイ語日刊スポーツ新聞。タイ初のサッカー専門紙。1992年8月に創刊。サヤーム・スポーツ・シンジケート社（สยามสปอร์ต ซินดิเคท จำกัด มหาชน  Siam Sport Syndicate PCL）が発行する。

## 概要
1992年6月にサヤーム・スポーツ・シンジケート社社主のラウィ･ロートーンがサッカー国際大会である1992年第9回UEFA欧州選手権に関する情報を詳細に提供することを企画し、日刊スポーツ新聞『サヤーム・ギーラー』のタブロイド・サイズ特別夕刊『サヤーム・ギーラー/スター・サッカー エクストラ ユーロ’92』（ข่าวสยามกีฬา/สตาร์ ซอคเก้อร์ เอ็กซ์ตรา ยูโร’92）を発行。この夕刊はサッカーファンの間で好評になり、売り上げ最高を記録。これを受け、さらにサッカーの試合、サッカークラブ情報、特にヨーロッパのリーグの情報を提供する新しい新聞を発行することを決定。すでにあった日刊『サヤーム・ギーラー』と週刊『スター・サッカー』の編集部から新たな編集チームを編成し、タブロイド・サイズの夕刊『サヤーム・ギーラー/スター・サッカー』として1992年8月に創刊した。初年から読者の支持を受け、高い売り上げを記録した。その後、現在のタイトルに変え、日刊新聞となったスター・サッカー紙となった。
同紙の価格は創刊当初一部5バーツであったが、その後、7バーツ、8バーツ、10バーツ、15バーツに上げた。2008年8月16日には、サヤーム・スポーツ・シンジケート社は印刷費用の増加を理由に18バーツまで引き上げた。